# 列赫尼夫卡 (亞爾莫林齊區)
49°19′24″N 26°53′15″E / 49.32333°N 26.88750°E
萊赫尼夫卡（烏克蘭語：Лехнівка）是位於烏克蘭西部的村莊，由赫梅利尼茨基州裡赫梅利尼茨基區的羅茲索沙市鎮負責管轄。該村面積0.97平方公里，海拔高度321米，2001年人口316，人口密度每平方公里326.5人。